# Phaulernis statariella
Phaulernis statariella is een vlinder uit de familie borstelmotten (Epermeniidae). De wetenschappelijke naam is voor het eerst geldig gepubliceerd in 1863 door Heyden.
De soort komt voor in Europa.